# آندرش لونرگرن
آندرش لونرگرن (انگلیسی: Anders Lundgren; ۲۵ ژوئن ۱۸۹۸ – ۲۸ اوت ۱۹۶۴) قایقران قایق بادبانی اهل نروژ بود.